# Choquinha-do-purus
Choquinha-do-purus (nome científico: Myrmotherula heteroptera) é uma espécie de ave pertencente à família dos tamnofilídeos. Ocorre na Amazônia.
Seu nome popular em língua inglesa é "Purus antwren".